# Wendel Dietrich
Wendel Dietrich (* um 1535 in Augsburg; † um 1622 in Augsburg) war ein Augsburger Kunsttischler und Architekt des Renaissance.

## Leben

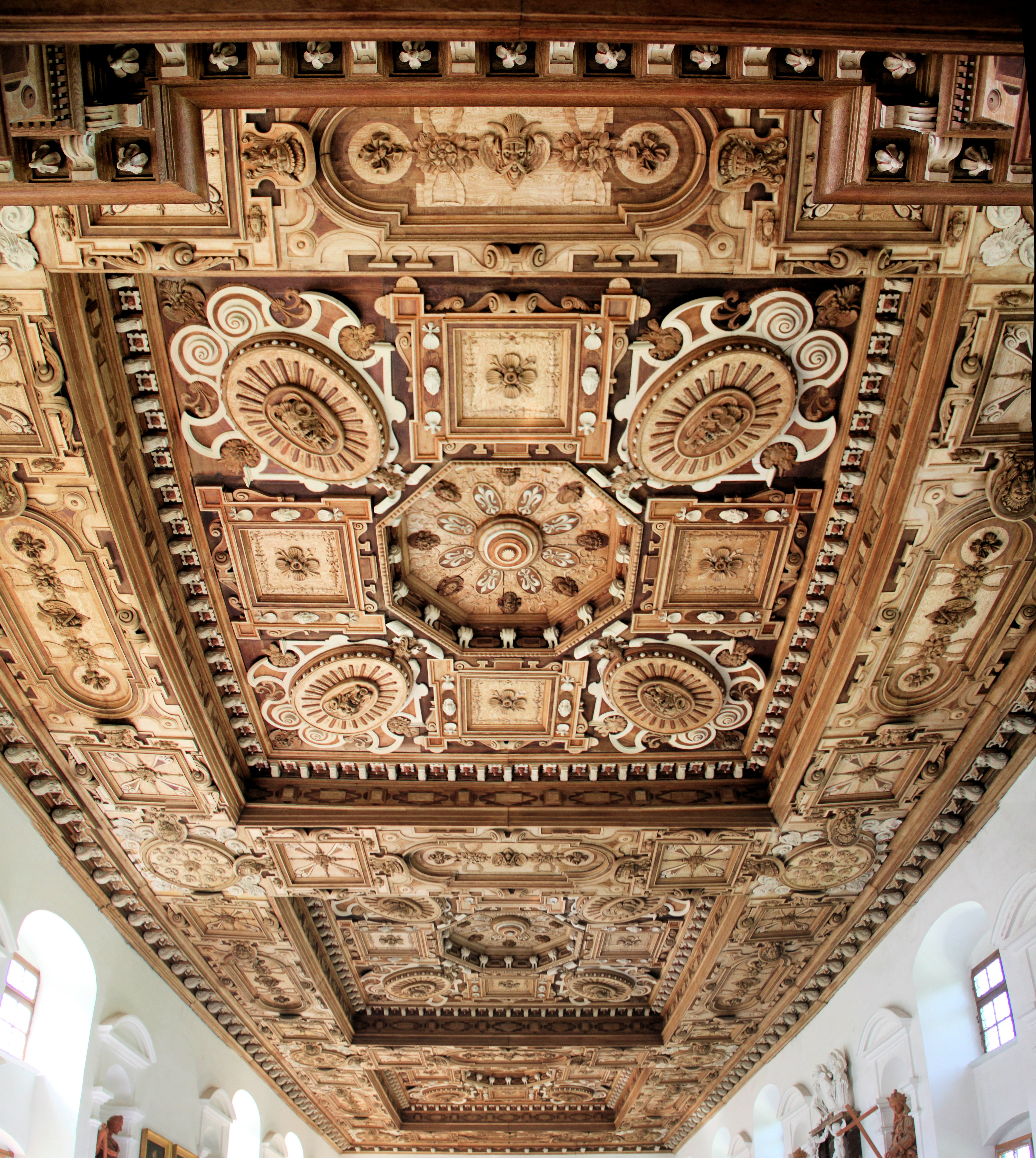
Kassettendecke des Zedernsaals im Fuggerschloss Kirchheim (1582–1585)

In Augsburg um 1535 geboren, besaß er 1561 ein Haus in der Stadt. 1562 wurde ihm der Prozess gemacht, da er sich zuvor den verbotenen Täufern angeschlossen hatte. Er wurde erst aus dem städtischen Gewahrsam entlassen, nachdem er dieser Lehre abgeschworen und sich zur lutherischen Lehre bekannt hatte. Nach 1567 bekleidete er über Jahre hinweg Ehrenämter innerhalb der Zunft der Kistler (Holzschnitzer). Sein Ansehen wuchs, je mehr er große Aufträge aus der Hand der Fugger und hier besonders Hans Fuggers erhielt. Dieser empfahl ihn auch an den Münchner Herzogshof weiter.
Bereits seit 1569 fertigte Dietrich zahlreiche Kunstwerke für Hans Fugger an. Es begann mit Türen im Stadthaus Hans Fuggers in Augsburg und wahrscheinlich arbeitete er auch 1568–1573 zusammen mit Friedrich Sustris in den Räumen für die Antikensunstsammlung, die sogenannten Badstuben. 1573 erhielt er von Hans den Auftrag, einen Entwurf für dessen Schlossneubau in Stettenfels bei Heilbronn anzufertigen.

Altarwerk der Andreaskapelle in St. Ulrich und Afra (Augsburg) (1578–1580)

1578 erhielt er von Marx Fugger, dem älteren Bruder von Hans, den Auftrag, einen Altar und ein Chorgestühl für die Grabkapelle (Andreaskapelle) von Marx in der Augsburger Kirche St. Ulrich und Afra anzufertigen. 1582 fertigte Dietrich im Auftrag der Fuggerbrüder einen hölzernen Gang von ihren Wohnhäusern zum Katharinenkloster. Grund hierfür war, dass 1582 am Augsburger Reichstag Kaiser Rudolf II. im Haus der Fugger Quartier bezog.
Als Hauptwerk Dietrichs gelten die Zedernholzhängedecke und die Portale des Zedernsaals von Hans Fuggers Schloss in Kirchheim/Schwaben. Ab 1580 erhielt Dietrich vermehrt Aufträge zur Ausstattung und Gestaltung von Schloss Kirchheim. 1582 bekam er den Auftrag zur Anfertigung der Decke im Festsaal des Schlosses, des heutigen Zedernsaals. 1585 wurde die Decke an ihrem Bestimmungsort aufgehängt. Damals wurde weitere Decken und Portal in den angrenzenden Räumen eingebaut. Dietrich erhielt für diese Werke 3.4000 Gulden.

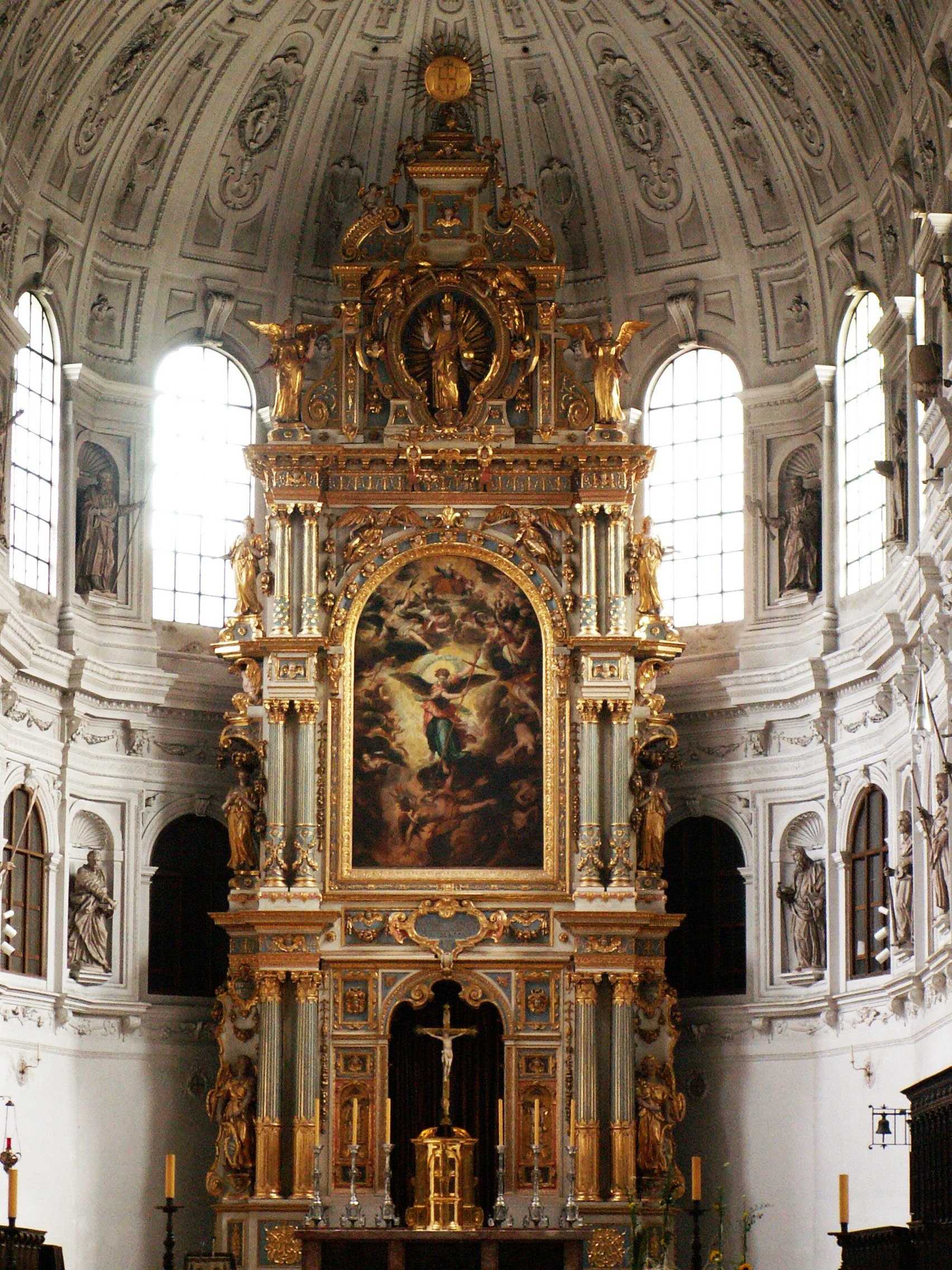
Hochaltar von St. Michael in München (1597 aufgestellt)

Ab 1582 führte Dietrich auch Aufträge des bayerischen Herzogshauses aus, darunter zahlreiche Detailentwürfe für die ab 1583 entstehende erste Bauphase der Jesuitenkirche St. Michael in München. Oft wird ihm der dort 1589 aufgestellte, ältere Hochaltar zugeschrieben, tatsächlich war aber dieser von dem Maler des Hauptbildes Christoph Schwartz entworfen worden und wurde von dem Bildhauer Andreas Weinhart ausgeführt.
Dietrich siedelte 1587 vollständig nach München über, wo er bis Ende 1597 lebte. In dieser Zeit fertigte er mit Sicherheit den 1597 im Chor der zweiten Bauphase aufgestellten Altar an. Anfang 1598 zog er wieder nach Augsburg, wo er bis zu seinem Lebensende blieb.
Nachdem Schloss Stettenfels 1594 abgebrannt war, erhielt er abermals durch Hans Fugger den Auftrag zur Wiederherstellung der Anlage.